# Vulcano 3
Vulcano 3 (Vulcan's Hammer) è un romanzo di fantascienza scritto nel 1960 da Philip K. Dick. Deriva da un racconto breve pubblicato nel 1956 sulla rivista statunitense Future Science Fiction.

## Trama
In un mondo futuro in cui esiste un governo mondiale formato da un'entità che si definisce il Gruppo, le decisioni in materia di politica, economia e cultura vengono prese dal mega-computer Vulcano Tre, nascosto nelle profondità della Terra, che può essere consultato solo dal capo assoluto, Jason Dill. Esiste anche un Vulcano Due, il suo predecessore, un computer più lento e meno efficiente, che Dill ogni tanto consulta e che verrà fatto esplodere da mano ignota.
Nel frattempo il mondo è scosso dalla ribellione dei Guaritori, una specie di setta religioso-politica che predica la distruzione di Vulcano Tre e la partecipazione dei cittadini alla gestione della cosa pubblica: il loro capo è Padre Fields. In mezzo a questo scontro, e indeciso da che parte stare, William Barris, uno dei direttori del Gruppo, che sta indagando sulla strana morte di uno dei suoi uomini ne ha conosciuto la vedova, Rachel.

## Edizioni
- Philip K. Dick, Vulcan's Hammer, Ace Books, 1960.
- Philip K. Dick, Vulcano 3, traduzione di Beata Della Frattina, collana Urania n° 320, Arnoldo Mondadori Editore, 1979.
- Philip K. Dick, Vulcano 3, collana I Massimi della Fantascienza n° 10, Arnoldo Mondadori Editore, 1986, ISBN 88-04-28510-9.